# Potentiel d'inversion
 (février 2023).
Si vous disposez d'ouvrages ou d'articles de référence ou si vous connaissez des sites web de qualité traitant du thème abordé ici, merci de compléter l'article en donnant les références utiles à sa vérifiabilité et en les liant à la section « Notes et références ».
 (février 2023).
Le potentiel d'inversion pour un canal ionique, ou plus généralement pour un courant ionique, est la valeur du potentiel de membrane pour laquelle le flux ionique est nul. 
Il s'agit en fait de la valeur de potentiel de membrane à laquelle une espèce ionique est en équilibre électro-osmotique. C’est-à-dire que pour ce potentiel de membrane, la force électrique due à la différence de potentiel de part et d'autre de la membrane et la force chimique due à la différence de concentration (ou force osmotique) sont égales et de sens opposés. La quantité d'ions entrant est égale à la quantité d'ions sortants.
Pour le cas d'une seule conductance dans la membrane, on peut déterminer le potentiel d'inversion à l'aide de l'équation de Nernst. S'il existe plusieurs conductances, on fait appel à l'équation plus générale de Goldman-Hodgkin-Katz. Expérimentalement, on détermine le potentiel d'inversion d'un canal pour un type cellulaire donné en mesurant, avec la méthode de "patch clamp en mode potentiel imposé", le courant passant à travers le canal à différents potentiels. En portant sur un graphique la valeur du courant en fonction du voltage, la valeur du potentiel d'inversion est donné par le point d'intersection de la courbe avec l'axe des abscisses.